# Jean-Philippe Blondel
Pour les articles homonymes, voir Blondel.
Jean-Philippe Blondel (né à Troyes en octobre 1964) est un écrivain français. Il enseigne également l'anglais au lycée Édouard-Herriot de Sainte-Savine, commune limitrophe de sa ville natale. Depuis 2021, il publie également tous les mois dans l'Est-Éclair une page consacrée à l'actualité littéraire[réf. souhaitée].

## Biographie
Jean-Philippe Blondel enseigne l'anglais dans le lycée Edouard Herriot de sa ville natale depuis les années 1990. Il mène en parallèle une carrière d'écrivain, en littérature générale comme en jeunesse.

## Œuvres
- 2003 : Accès direct à la plage, éditions Delphine Montalant
- 2003 : 1979, éditions Delphine Montalant
- 2004 : Juke-box, Robert Laffont
- 2005 : Un minuscule inventaire, Robert Laffont
- 2006 : Passage du gué, Robert Laffont
- 2007 : This is not a love song, Robert Laffont
- 2007 : Un endroit pour vivre
- 2009 : À contretemps, Robert Laffont
- 2009 : Au rebond
- 2010 : Le Baby-sitter
- 2010 : Blog
- 2010 : Qui vive ? (travail d'écriture d'après des photos de Florence Lebert)
- 2011 : G229, Buchet-Chastel
- 2011 : (Re)play !
- 2011 : Et rester vivant, Buchet-Chastel
- 2011 : Brise-glace, Actes Sud junior
- 2013 : 6h41, Buchet-Chastel
- 2013 : Double Jeu, Actes Sud junior
- 2014 : Un hiver à Paris, Buchet-Chastel
- 2015 : La Coloc, Actes Sud junior
- 2016 : Mariages de saison, Buchet-Chastel
- 2017 : Le Groupe, Actes Sud junior
- 2018 : La Mise à nu, Buchet-Chastel
- 2018 : Dancers, Actes Sud junior
- 2019 : La Grande Escapade, Buchet-Chastel  (ISBN 978-2-283-03150-6)
- 2020 : Il est encore temps, Actes Sud junior  (ISBN 978-2-330-13415-0)
- 2021 : Un si petit monde, Buchet-Chastel  (ISBN 978-2-283-03407-1)
- 2022 : Café sans filtre, L'Iconoclaste  (ISBN 978-2-37880-284-4)
- 2023 : Passager de l'été, Actes Sud jeunesse  (ISBN 978-2330180942)
- 2024 : Traversée du feu, L'Iconoclaste  (ISBN 978-2-37880-407-7)

## Récompenses et distinctions
- Prix de la 1re nouvelle rock pour I live by the river, lors de la première édition du concours de Café Castor.
- Prix Littéraire Québec-France Marie-Claire-Blais, pour Accès direct à la plage, 2005.
- Prix Biblioblog, pour Passage du gué, 2007.
- Prix Charles-Exbrayat, pour This is not a love song, 2008.
- Prix Amerigo Vespucci jeunesse, pour Qui vive ?, 2011.
- Prix Virgin-Version Femina pour "G 229", 2011
- Prix des collégiens et des lycéens de Charente pour "Brise glace", 2013
- Prix T'aimes lire - collégiens et lycéens de la Mayenne pour "La coloc" 2016.